# Masque de fer (Lyon)
Pour les articles homonymes, voir Masque de fer.
Le Masque de fer de Lyon est un club d'escrime.

## Histoire
L'escrime est un sport pratiqué depuis longtemps à Lyon. Si le Masque de fer est fondé en 1910, la Société d'escrime de Lyon est quant à elle créée aux alentours de 1850. Les deux clubs parviennent à connaître une renommée mondiale au XXe siècle, principalement à l'épée.

### Années 2000
L'année 2005 est faste pour le club. L'équipe masculine de fleuret devient championne d'Europe des clubs champions. De plus, Nicolas Beaudan, membre du club, termine troisième de l'épreuve individuelle des Championnats du monde. Dans la même arme, il est également sacré champion du monde par équipes.

### Années 2020
Le Masque de Fer participe avec la mairie et la Fédération française d'escrime à l'organisation de compétitions nationales pour les moins de 17 ans.
Le club possède une section handisport dont certains membres participent aux championnats du monde,.

## Résultats
De nombreux licenciés du club ont fait et font partie des équipes de France dans les différentes armes. Ils ont décroché des médailles dans plusieurs Jeux olympiques, Championnats du monde, Championnats de France, etc.

## Maîtres d'armes
Parmi ceux qui ont forgé le club
- maîtres Besançon, Monory, Barbas, Tomassini, Kondrat, Machellet, Manhe ...

## Personnalités
- Stéphane Riboud, frère de Philippe Riboud, fait ses armes au Masque de fer avant de devenir capitaine de l'équipe d'épée masculine[7]
- Nicolas Beaudan, fleuret[8]
- Corinne Maîtrejean, fleuret[9]
- Cécile Demaude, épée[10]
- Auriane Mallo, épée[11]
- Yves Boissier à ses débuts, épée[12]

## Annexe